# 中央アメリカボクシング連盟
中央アメリカボクシング連盟 (英: Central American Boxing Federation, 西: Federacion Centroamericana de Boxeo Profesional) は、世界ボクシング評議会 (WBC) 傘下の中央アメリカ地区の地域王座認定団体。略称はFECARBOX。1976年から王座を認定している。

## 加盟国、加盟地域
ベリーズ、コロンビア、エルサルバドル、グアテマラ、ホンジュラス、メキシコ南部、ニカラグア、パナマ、プエルトリコ、米国のフロリダ州南部